# Gyémántok az örökkévalóságnak
A Gyémántok az örökkévalóságnak (Diamonds Are Forever) egy 1971-es brit kalandfilm, mely a hetedik James Bond-film. Bondot ebben a részben ismét Sean Connery alakítja, aki az előző film fiaskója után tért vissza hatodszor és utoljára hivatalosan James Bond karakterébe. A film betétdalát Shirley Bassey énekli. 

## Cselekmény
|  | Alább a cselekmény részletei következnek! |

James Bond ezúttal illegális gyémántcsempészet miatt kezd nyomozásba, aminek során már többen sorban elhaláloztak. Az ügy felgöngyölítése közben ő is közel kerül hozzá, hogy egy krematóriumban vegyenek örök búcsút tőle, de mint minden szorult helyzetből innen is kivágja magát, hogy kiderítse: a gyémántcsempészetért a Las Vegasban rejtőző, ördögi Blofeld a felelős, akinek egy szuper-lézerfegyver megalkotásához kellenek a kövek, amivel zsarolhatja a világot, ehhez azonban Bondnak is lesz egy-két szava...

## Szereposztás
| Szerep                        | Színész          | Magyar hang            |
| ----------------------------- | ---------------- | ---------------------- |
| James Bond                    | Sean Connery     | Vass Gábor             |
| Tiffany Case                  | Jill St. John    | Vándor Éva             |
| Ernst Stavro Blofeld (Fantom) | Charles Gray     | Szersén Gyula          |
| Plenty O'Toole                | Lana Wood        | Tátrai Zita            |
| Willard Whyte                 | Jimmy Dean       | Sinkovits-Vitay András |
| Albert R. 'Bert' Saxby        | Bruce Cabot      | Gruber Hugó            |
| Mr. Kidd                      | Putter Smith     | Bácskai János          |
| Mr. Wint                      | Bruce Glover     | Balázsi Gyula          |
| Felix Leiter                  | Norman Burton    | Rajhona Ádám           |
| Dr. Metz professzor           | Joseph Fürst     | Versényi László        |
| M                             | Bernard Lee      | Pataky Imre            |
| Q                             | Desmond Llewelyn | Pathó István           |
| Peter Franks                  | Joe Robinson     | Mikula Sándor          |
| Shady Tree                    | Leonard Barr     | Surányi Imre           |
| Miss Moneypenny               | Lois Maxwell     | Fodor Zsóka            |
| Mrs. Whistler                 | Margaret Lacey   | Várnagy Katalin        |